# Tephrosia strigosa
Tephrosia strigosa là một loài thực vật có hoa trong họ Đậu. Loài này được (Dalzell) Santapau & Maheshw. miêu tả khoa học đầu tiên.